# マルバレ!
『マルバレ!』は、一部日本テレビ系列局で放送された読売テレビ製作のバラエティ番組。製作局の読売テレビでは2005年4月7日から2006年3月30日まで、同局の深夜番組放送枠『木丼』第1部の番組として放送された。

## 概要
前身番組『メンタルヌード』を改題リニューアルしたもので、この番組では久本雅美がレギュラーメンバーに加わった。内容はメンタルヌード時代と同様に、MC4人とゲストが主に恋愛における深層心理を探るために毎回あるシチュエーションに沿った心理テストを受け、その結果を基にトークをするというものだった。テストの詳細解説は、別の部屋にいる心理学の専門家が担当していた。
なお、読売テレビ公式サイト内のテキストなどでは番組タイトルに感嘆符が付けられていたが、実際のタイトルロゴには付いていなかった。

## 出演者

### MC
- ロンドンブーツ1号2号（田村淳・田村亮）
- 久本雅美
- 小沢真珠
- 植村なおみ（読売テレビアナウンサー）

### ゲスト
当初は1人ずつが出演していたが、2005年8月下旬以降は男女2人ずつが出演するようになった。レギュラー陣とのトークが盛り上がった場合などには、同じゲストで収録したものを2週連続で放送することもあった。

## スタッフ
- ナレーション：植村なおみ、井上喜久子
- 構成：山名宏和、内村宏幸
- ブレーン：一文無隼人、武田郁之輔、ふくだりん
- TP：長滝淳子
- SW：高田治
- 美術：松沢由之
- セットデザイン：坪田幸之
- 美術進行：今井隆之
- タイトル：DEVILROBOTS inc.
- イラスト：岡澤典子（SAI）
- ディレクター：椎葉宏治、近藤創、中村崇（BINGO）、吉田祥子（BACK-UP）、関聖子（読売テレビ）、小澤博之（b-DASH）
- 演出：岡田秀行（b-DASH）
- 制作プロデューサー：西田治朋（CROSS BREAD）
- プロデューサー：西田二郎（読売テレビ）、伊藤潔（吉本興業）
- チーフプロデューサー：武野一起（読売テレビ）
- 技術協力：ニユーテレス、FLT、アンサーズ、サウンドエフェクト、フジアール
- 収録スタジオ：有明スタジオ
- スタッフ協力：クロスブリード、ビーダッシュ、ビンゴ、バックアップメディア
- 制作協力：吉本興業
- 制作著作：読売テレビ

## 放送局
| 放送対象地域   | 放送局             | 系列           | 放送日時                                                | 備考                        |
| -------------- | ------------------ | -------------- | ------------------------------------------------------- | --------------------------- |
| 近畿広域圏     | 読売テレビ         | 日本テレビ系列 | 木曜 24:20 - 24:50 （『木丼』第1部）                    | 製作局                      |
| 関東広域圏     | 日本テレビ         | 日本テレビ系列 | 木曜 25:29 - 25:59 （前期） 水曜 24:20 - 24:50 （後期） | 後期では1日先行ネットで放送 |
| 新潟県         | テレビ新潟         | 日本テレビ系列 | 月曜 24:20 - 24:50 （前期） 水曜 24:20 - 24:50 （後期） |                             |
| 石川県         | テレビ金沢         | 日本テレビ系列 | 火曜 24:50 - 25:22                                      |                             |
| 長野県         | テレビ信州         | 日本テレビ系列 | 水曜 24:20 - 24:50                                      |                             |
| 静岡県         | 静岡第一テレビ     | 日本テレビ系列 | 水曜 24:20 - 24:50                                      |                             |
| 中京広域圏     | 中京テレビ         | 日本テレビ系列 | 木曜 24:20 - 24:50                                      |                             |
| 鳥取県・島根県 | 日本海テレビ       | 日本テレビ系列 | 火曜 25:25 - 25:55                                      |                             |
| 広島県         | 広島テレビ         | 日本テレビ系列 | 火曜 24:20 - 24:50                                      |                             |
| 香川県・岡山県 | 西日本放送         | 日本テレビ系列 | 木曜 24:50 - 25:20                                      |                             |
| 福岡県         | 福岡放送           | 日本テレビ系列 | 水曜 24:20 - 24:50                                      |                             |
| 熊本県         | くまもと県民テレビ | 日本テレビ系列 | 土曜 17:30 - 18:00                                      |                             |
| 大分県         | 大分放送           | 日本テレビ系列 | 月曜 24:25 - 24:55                                      |                             |

## 関連書籍
- マルバレ! ココロをハダカにする心理テスト（2006年3月発行、発売元 - ワニブックス、ISBN 4-8470-1651-3）